# Punt d'acupuntura

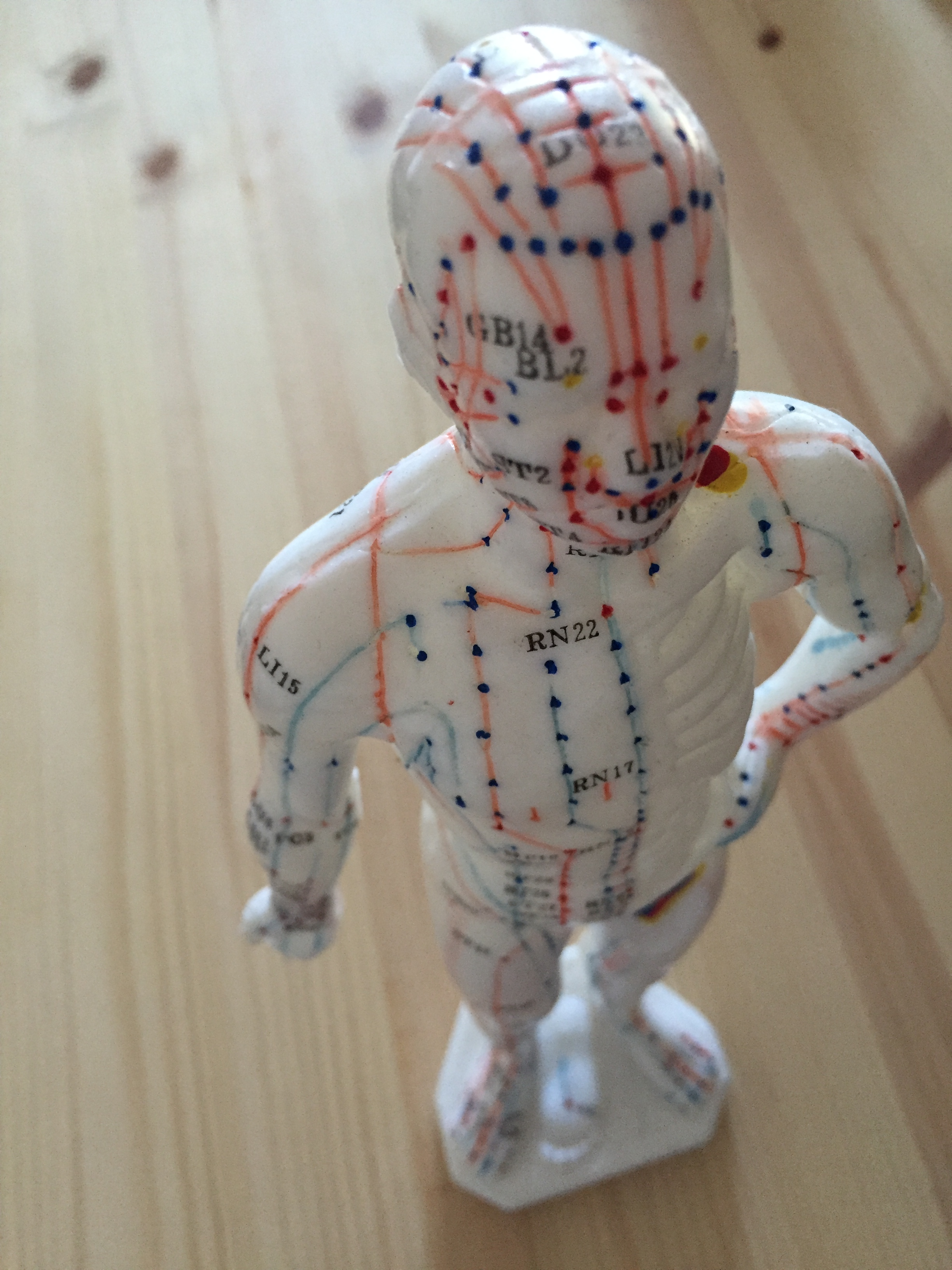

Els punts acupunturals o punts d'acupuntura (en xinès xue, en singular) són ubicacions en el cos que són el focus del tractament d'acupuntura, moxibustió, digitopressió, i cromo puntura. En la Medicina Tradicional Xinesa, es creu que diversos punts d'acupuntura estan situats al llarg del que els practicants anomenen qing o meridians que recorren el cos i pels quals flueix el qi. També existeixen nombrosos “punts extra” no associats amb un meridià en particular.

## Classificació dels punts acupunturals
Els punts d'acupuntura sovint tenen noms al·lusius i poètics que es van desenvolupar al llarg dels segles. Sent també comú l'ús de sinònims per a garantir que els punts similars se situïn en l'extremitat adequada. Generalment, es reconeix un total de 360 punts, però la quantitat de punts ha canviat al llarg dels segles. Aproximadament 2/3 dels punts es consideren "yang", mentre que el terç restant es considera "yin".
Els punts d'acupuntura on s'insereixen agulles es troben generalment (però no sempre és així) en llocs al llarg dels meridians. Aquells que no es troben al llarg d'un meridià se'n diu punts extraordinaris i els que no tenen un lloc fix designat són anomenats punts "A-shi".
Els punts tendeixen a situar-se on els nervis ingressen a un múscul, el punt mitjà del múscul, o en l'èntesi, on el múscul s'uneix amb l'os. En la pràctica, els punts d'acupuntura es localitzen mitjançant una combinació de punts de referència anatòmics, retroalimentació i palpació del pacient.

### Estandardització
En 1982, l'Organització Mundial de la Salut (OMS) va convocar un grup de treball per a l'estandardització de la nomenclatura en l'acupuntura per al qual es van celebrar reunions amb experts en la matèria el 1984, 1985 i 1987. Això va resultar en una nomenclatura estandarditzada per a 361 punts d'acupuntura clàssica organitzats d'acord amb els catorze meridians, vuit meridians extra, 48 punts extra i punts addicionals d'acupuntura en el cuir cabellut. L'OMS va publicar una proposta d'estandardització en 1991, i una Nomenclatura estandarditzada d'acupuntura es va publicar en 1993.

## Recerca científica
La recerca científica no ha trobat cap prova histològica o fisiològica per als conceptes tradicionals xinesos com el qi, els meridians o els punts d'acupuntura.
S'han realitzat multitud d'estudis sobre l'acupuntura, però en els estudis de major qualitat, en els quals s'han utilitzat punts acupunturals falsos per a comparar els seus efectes contra els tradicionals, no s'ha trobat cap diferència entre els efectes dels punts d'acupuntura falsos i els reals.
Encara que existeixen diverses teories sobre el funcionament de l'acupuntura o sobre què són els seus punts, cap d'aquestes ha pogut ser comprovada científicament. Els punts d'acupuntura presenten baixa resistència a l'electricitat, però l'evidència que suporta a aquest fenomen és confusa i es troba limitada a estudis de baixa qualitat amb grandàries de mostra petits i múltiples factors que causen confusió.